# 釋見燈
釋見燈（1963年—），俗名王孟杰，台灣臨濟正宗僧人，前任中台禪寺第二代住持，現任中台禪寺榮譽方丈。

## 生平
1991年於台灣中台禪寺開山惟覺老和尚座下剃度出家。
後受惟覺法師重用，參與了靈泉寺的建立，並擔任中台禪寺執行長、都監、副住持及精舍住持等多項職務。
2005年5月，惟覺老和尚卸任中台禪寺住持，見燈和尚受指派為第二代新任住持。
2011年透過中國佛教協會，前往中國北京、西安、杭州等地進行交流訪問。
2016年4月8日，惟覺安公老和尚圓寂，見燈和尚主持其後事與相關法會佛事。
2023年5月26日，見燈和尚卸任為榮譽方丈，中台禪寺住持由原研考副住持見穎大和尚接任。